# Artur Liebhardt
Artur Liebhardt (ur. 10 listopada 1905 w Delatynie, zm. 1 kwietnia 1977 w Londynie) – polski inżynier leśnictwa, rotmistrz rezerwy Polskich Sił Zbrojnych, działacz emigracyjny.

## Życiorys
Urodził się 10 listopada 1905 w Delatynie. Kształcił się w gimnazjum w Kołomyi, a egzamin dojrzałości zdał w gimnazjum w Toruniu. Ukończył studia na Wydziale Rolniczo-Leśnym Politechnice Lwowskiej, uzyskując tytuł inżyniera leśnictwa. Przed 1939 pracował w Dyrekcji Lasów Państwowych we Lwowie, gdzie był sekretarzem dyrektora oraz referentem.
Po wybuchu II wojny światowej i agresji ZSRR na Polskę z 17 września 1939 został aresztowany przez sowietów przy próbie przekroczenia granicy z Rumunii, po czym jesienią tego roku przez kilka tygodni był osadzony w więzieniu w Kutach (wraz z nim przetrzymywany był wówczas Adam Treszka). Później został wywieziony w głąb ZSRR i był więziony w sowieckich łagrach. Po uwolnieniu opuścił ZSRR wraz z armią gen. Andersa i był oficerem w szeregach 2 Korpusu Polskiego, służąc w brygadzie pancernej w czasie kampanii włoskiej, w tym w bitwie o Monte Cassino, gdzie został ranny.
Po zakończeniu wojny przebywał na emigracji w Wielkiej Brytanii. Zarabiał na życie pracując w firmach handlowych, a następnie prowadząc własny sklep spożywczy. Pozostawał w stopniu rotmistrza rezerwy. Udzielał się w życiu społecznym i kombatanckim polskiej emigracji. Działał w kołach kawalerii, w tym w Kole Oddziałowym 1 Pułku Ułanów Krechowieckich. Był prezesem sądu koleżeńskiego Związki Inwalidów Wojennych PSZ, członkiem zarządów Stowarzyszenia Sowieckich Więźniów Politycznych oraz Koła Lwowian w Londynie.
Zmarł 1 kwietnia 1977 w Londynie. Został pochowany na tamtejszym Cmentarzu Gunnersbury.

## Odznaczenie
- Krzyż Walecznych[2]